# Piers Flint-Shipman
Piers Frederick Alexander Flint-Shipman, född 23 januari 1962, död 2 juni 1984, var en brittisk skådespelare. Han var son till filmproducenten Gerald Flint-Shipman och utbildades vid den engelska privatskolan Eton College. 
Flint-Shipman började sin karriär som barnskådespelare på 1970-talet och medverkade i ett antal brittiska TV-serier samt pjäser på Londons teaterscen under det årtiondet. Hans första filmroll, i spiondramat Ett annat land (1984), blev även hans sista. Han dog i en trafikolycka i Frankrike 1984, 22 år gammal, när hans bil blev påkörd av en annan förare som ville begå självmord.
Under 1980-talet övergick Flint-Shipman alltmer till att använda artistnamnet Frederick Alexander i jobbsammanhang. 

## Filmografi i urval
- 1984 – Ett annat land
- 1980 – Att tjäna dem i alla mina dagar (TV-serie)
- 1974 – Örnarnas fall: de stora europeiska dynastiernas slut (TV-serie)